# Monument Nacional de Cícades Fossilitzades

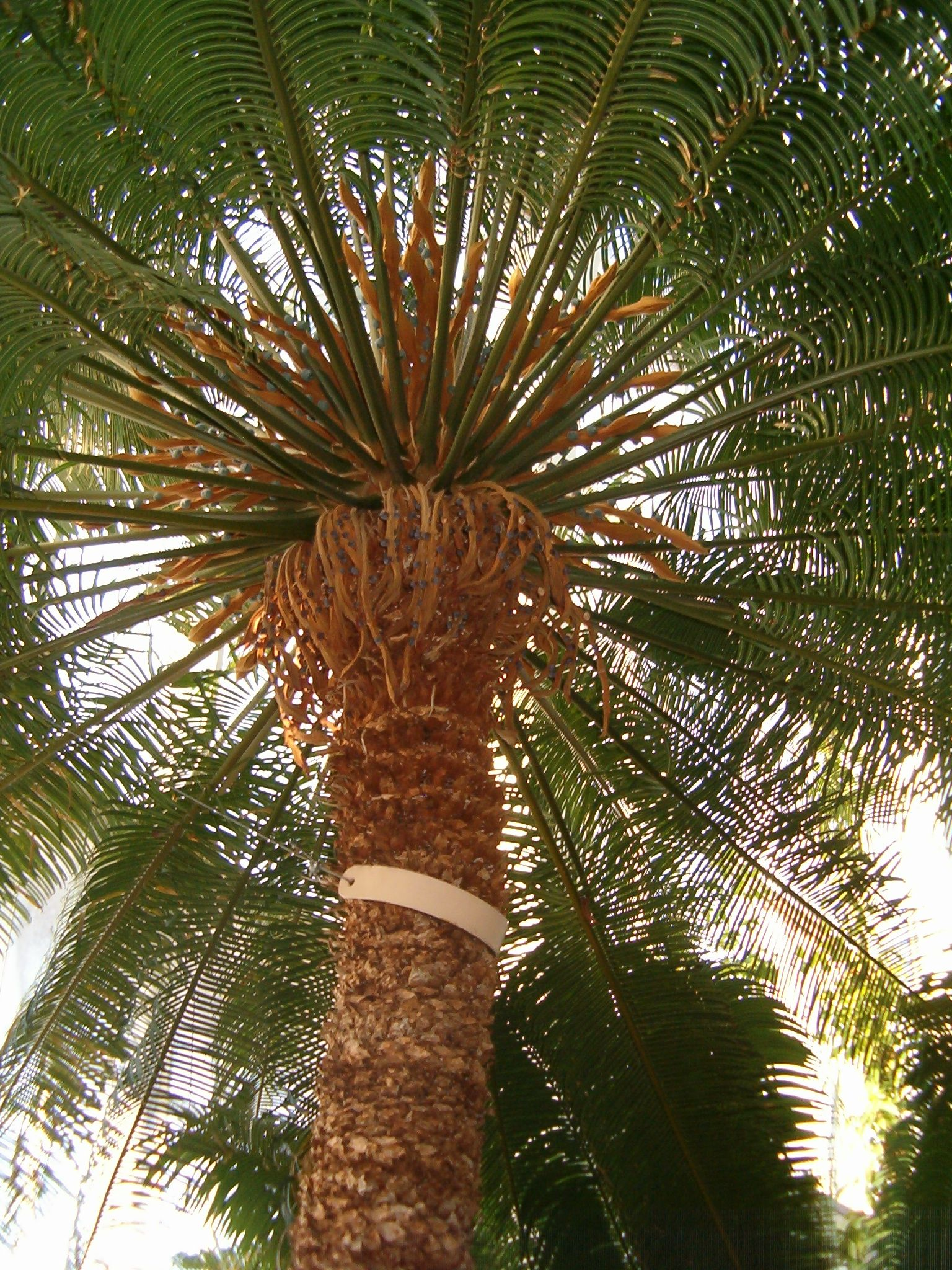
Cycas rumphii, una cícade moderna

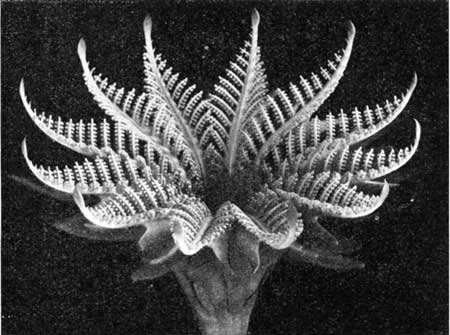
Una cícade fossilitzada

El Monument Nacional de Cícades Fossilitzades (Fossil Cycad National Monument) era una zona protegida a l'oest de Dakota del Sud (Estats Units) que havia estat sota el control del Servei de Parcs Nacionals. El lloc contenia una de les majors concentracions del món de les cícades fossilitzades. Uns vàndals van robar o destruir tots els fòssils visibles. Va ser suprimit per tant com un monument nacional el 1957. Estava situat al nord-oest del comtat de Fall River a la US Route 18 al nord-est de la ciutat de Edgemont.

## Descobriment
F.H. Cole va descobrir els jaciments de les cícades fossilitzades el 1892 en una formació de gres Dakota que tenia més de 120 milions d'anys a prop de Minnekahta. Cole va enviar unes fotografies dels fòssils al professor Henry Newton que era geòleg de la Smithsonian Institution. El Professor Thomas MacBride de la Universitat d'Iowa va publicar la primera descripció del lloc el 1893. Es creia que hi eren grans jaciments de fòssils de cícades del Cretaci. Encara que les cícades són plantes que se semblen a les falgueres, les d'aquest lloc van ser de la mida dels arbres. El 1920, George Reber Wieland, paleobotànic de la Universitat Yale, va obtenir la terra sota la Llei de Propietats Rurals (Homestead Act) "amb la finalitat que les cícades no caiguin en mans indignes" (in order that the cycads might not fall into unworthy hands). Dos anys després, Wieland va oferir a tornar la terra al govern federal si hi va establir un monument nacional per protegir els fòssils.

## Establiment del monument nacional
El monument original va ser establert el 21 d'octubre de 1922 per una proclamació del President Warren G. Harding sota la Llei d'Antiguitats. Abastava 1,3 quilòmetres quadrats a l'extrem sud dels Black Hills de Dakota del Sud. Es diu que el monument va ser "probablement un dels jaciments més interessants de plantes fossilitzades mai descobert, amb els exemplars més perfectes en estat de conservació" (probably one of the most interesting fossil-plant beds yet discovered, with the most perfectly preserved specimens).
El superintendent de Parc Nacional de la Cova del Vent (Wind Cave National Park) tenia jurisdicció sobre el nou monument nacional. Increïblement, la supervisió del lloc dia a dia es va deixar als ramaders locals.

## Desautorització del monument
Fins i tot abans de l'aprovació oficial del nou monument nacional, tots els fòssils visibles havien estat remoguts. Hi va haver de totes maneres unes excavacions el 1935 que van posar al descobert molts fòssils nous. El lloc es va mantenir durant alguns anys a l'expectativa que l'erosió podria revelar més fòssils. Això no va succeir de manera que l'1 de setembre de 1957 el monument va ser abolit pel Congrés dels Estats Units.
La terra va ser transferit a l'Oficina d'Administració de Terres (Bureau of Land Management o BLM). El 1980, irònicament, la construcció d'una carretera a través del terreny va revelar més cícades fossilitzades. Actualment no hi ha accés públic.